# Claremontia
Claremontia is een geslacht van  echte bladwespen (familie Tenthredinidae).

## Soorten
- C. alchemillae (Cameron, 1876)
- C. alternipes (Klug, 1816)
- C. brevicornis (Brischke, 1883)
- C. hispanica Lacourt, 1996
- C. puncticeps (Konow, 1886)
- C. tenuicornis (Klug, 1816)
- C. uncta (Klug, 1816)
- C. waldheimii (Gimmerthal, 1847)